# Дюмениль, Мари
Мари-Франсуаза Дюмениль (фр. Marie-Françoise Dumesnil; 1711—1803) — французская трагическая актриса

; настоящее имя Мари-Франсуаза Маршан (фр. Marie-Françoise Marchand). Известна также под псевдонимом Mademoiselle Dumesnil.

## Биография
Мари Дюмениль родилась 2 января 1713 года в городе Париже, в семье бедного французского дворянина. Хотя она и появилась на свет в столице Франции, но свою театральную карьеру начала в провинции, откуда её вызвали лишь в 1737 году, чтобы дебютировать на сцене Комеди Франсез в роли Клитемнестры в опере австрийского композитора Кристофа Виллибальда Глюка «Ифигения в Авлиде». Дебют был настолько удачным, что, спустя многие годы, эта роль признавалась критиками одной из лучших работ актрисы (наряду с ролями Федры, Меропы и Семирамиды).
Вольтер очень благосклонно относился к дарованию Мадмуазель Дюмениль; описывая её игру, он говорил, что она может держать публику в слезах на протяжении нескольких актов.
Дюмениль оставила театральную сцену в 1776 году. Грянувшая вскоре Великая французская революция 1789—1799 годов практически полностью лишила её средств к существованию, и Мари Дюмениль долгое время жила в нищете.
Мари Дюмениль умерла 20 февраля 1803 года в родном городе.
Написанные ей «Mémoires» во многом противоречат запискам, изданным её вечной соперницей Мадемуазель Клерон.